# Sebastian Habenschaden

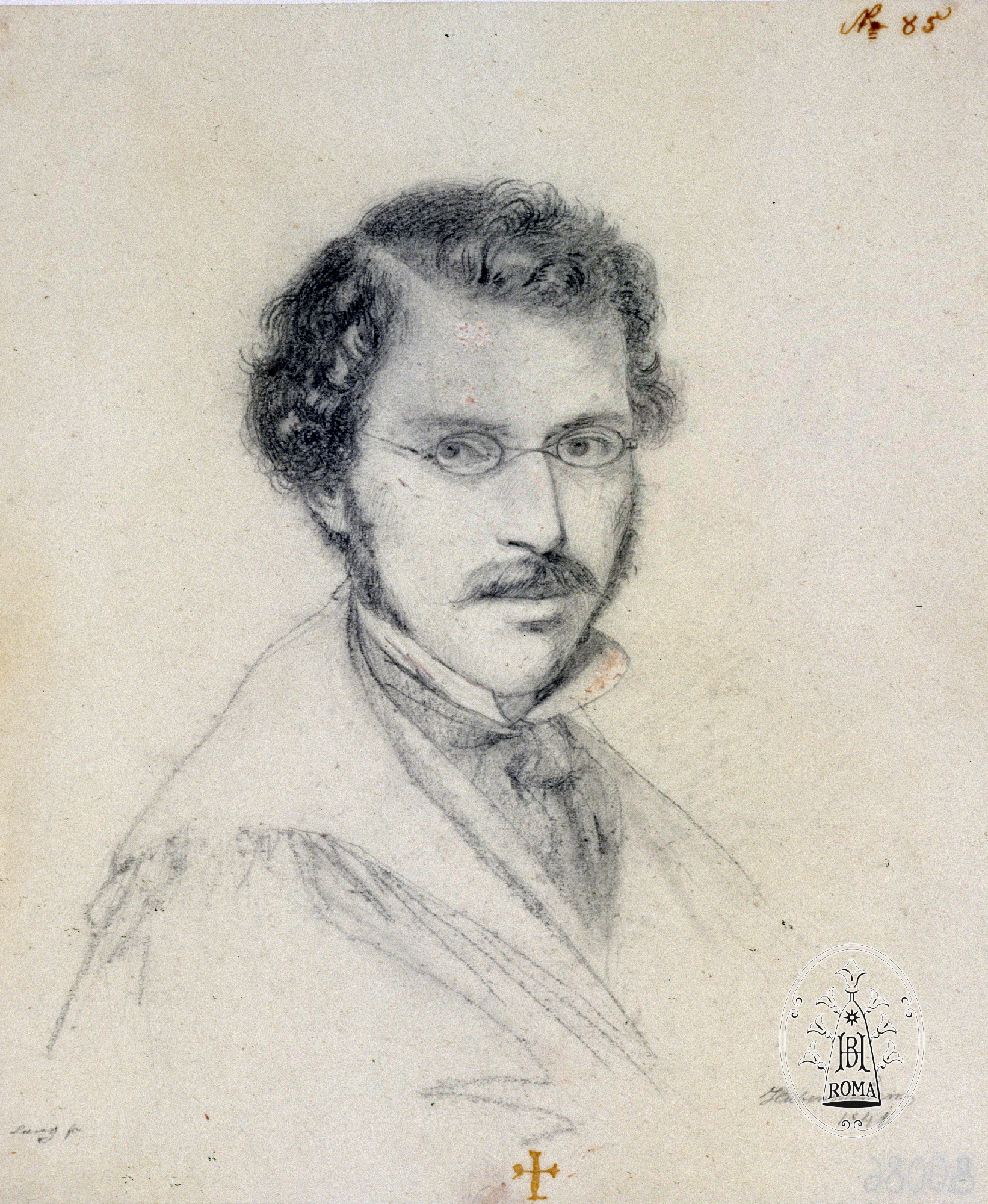
Sebastian Habenschaden, gezeichnet von Louis Lang (zugeschrieben), Rom 1841

Sebastian Habenschaden (* 1813 in München; † 7. Mai 1868 ebenda) war ein deutscher Maler, Radierer und Modelleur.

## Leben

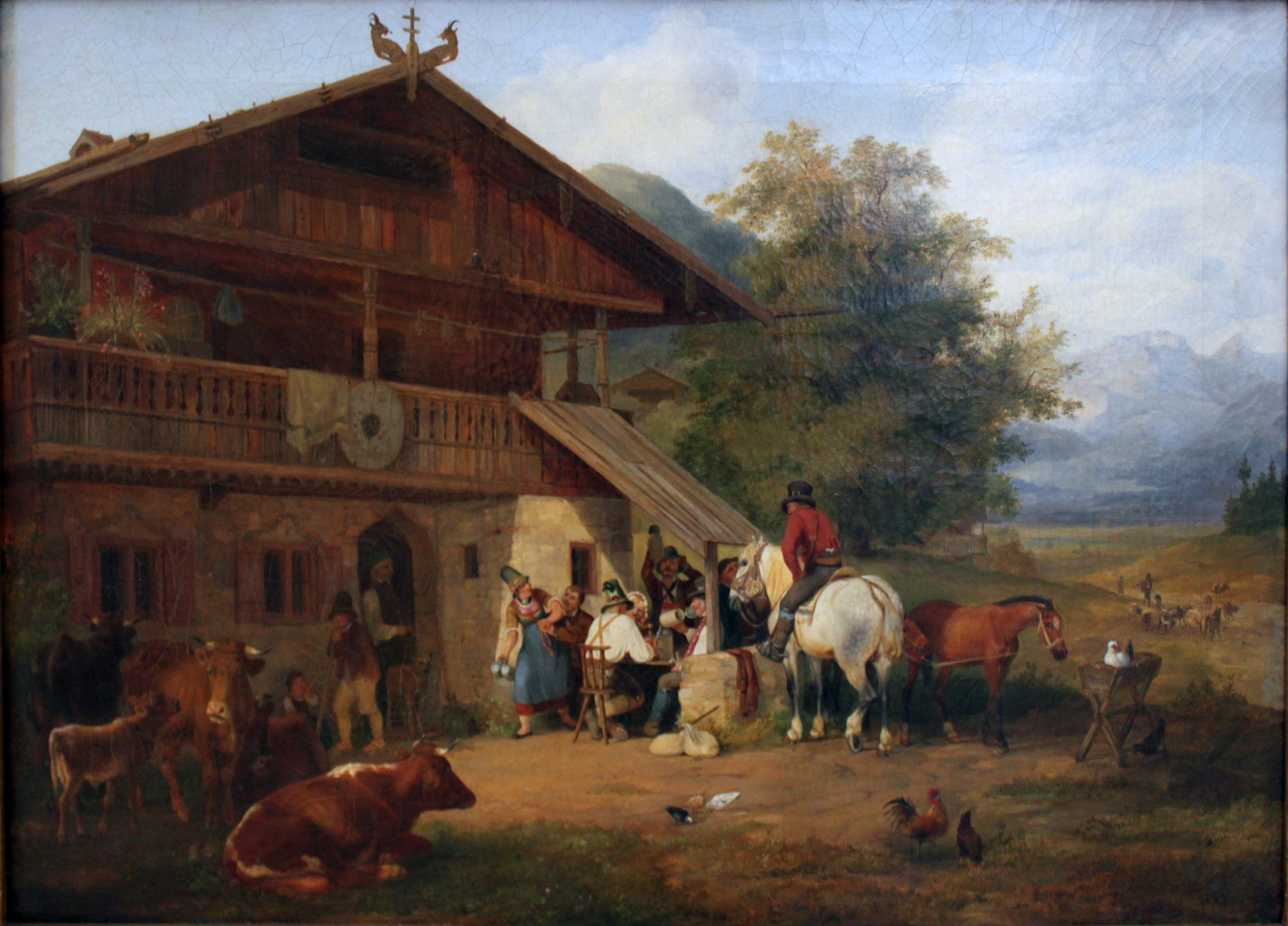
Fröhliche Heimkehr von Sebastian Habenschaden, 1837

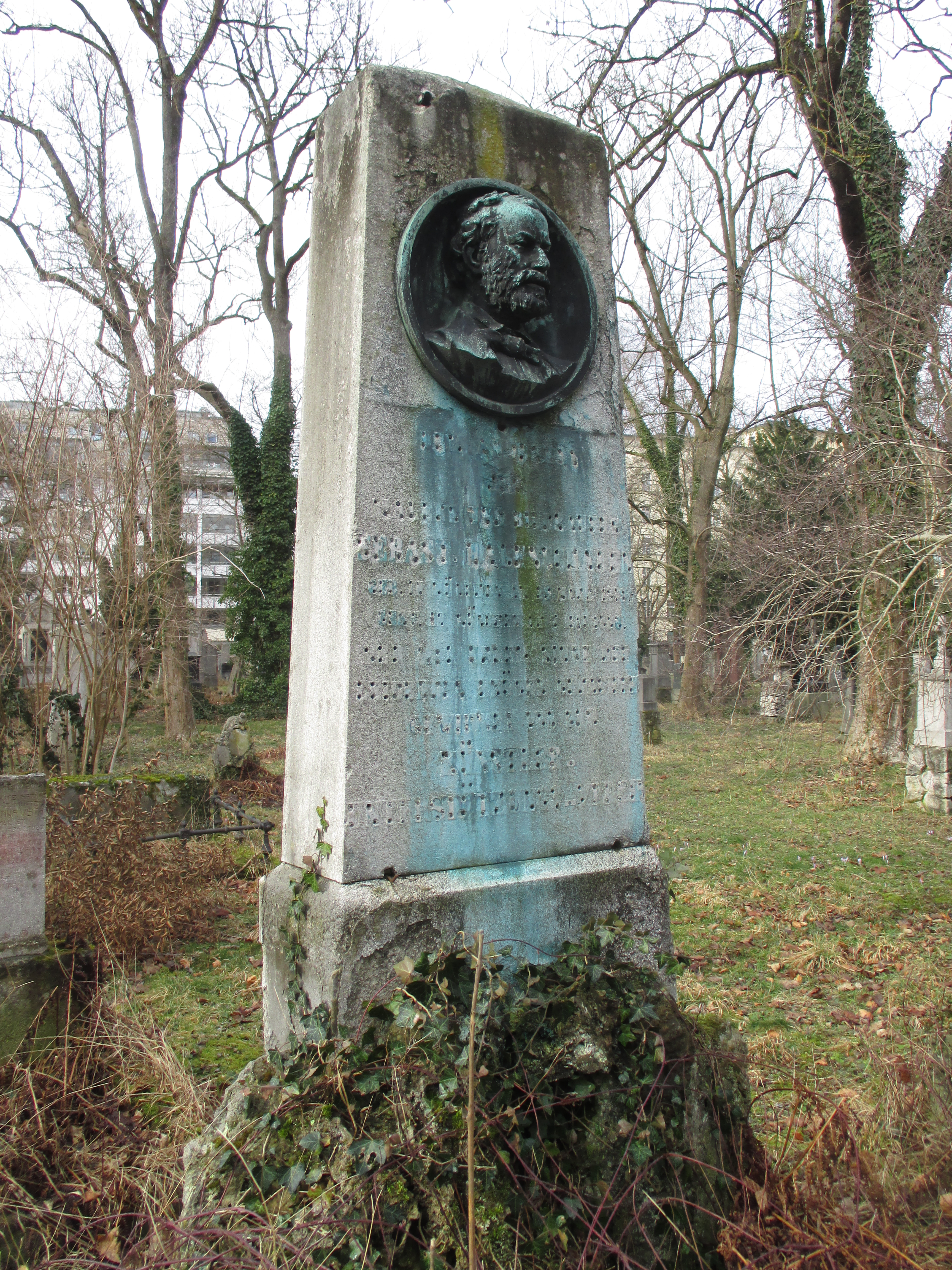
Grab von Sebastian Habenschaden auf dem Alten Südlichen Friedhof in München

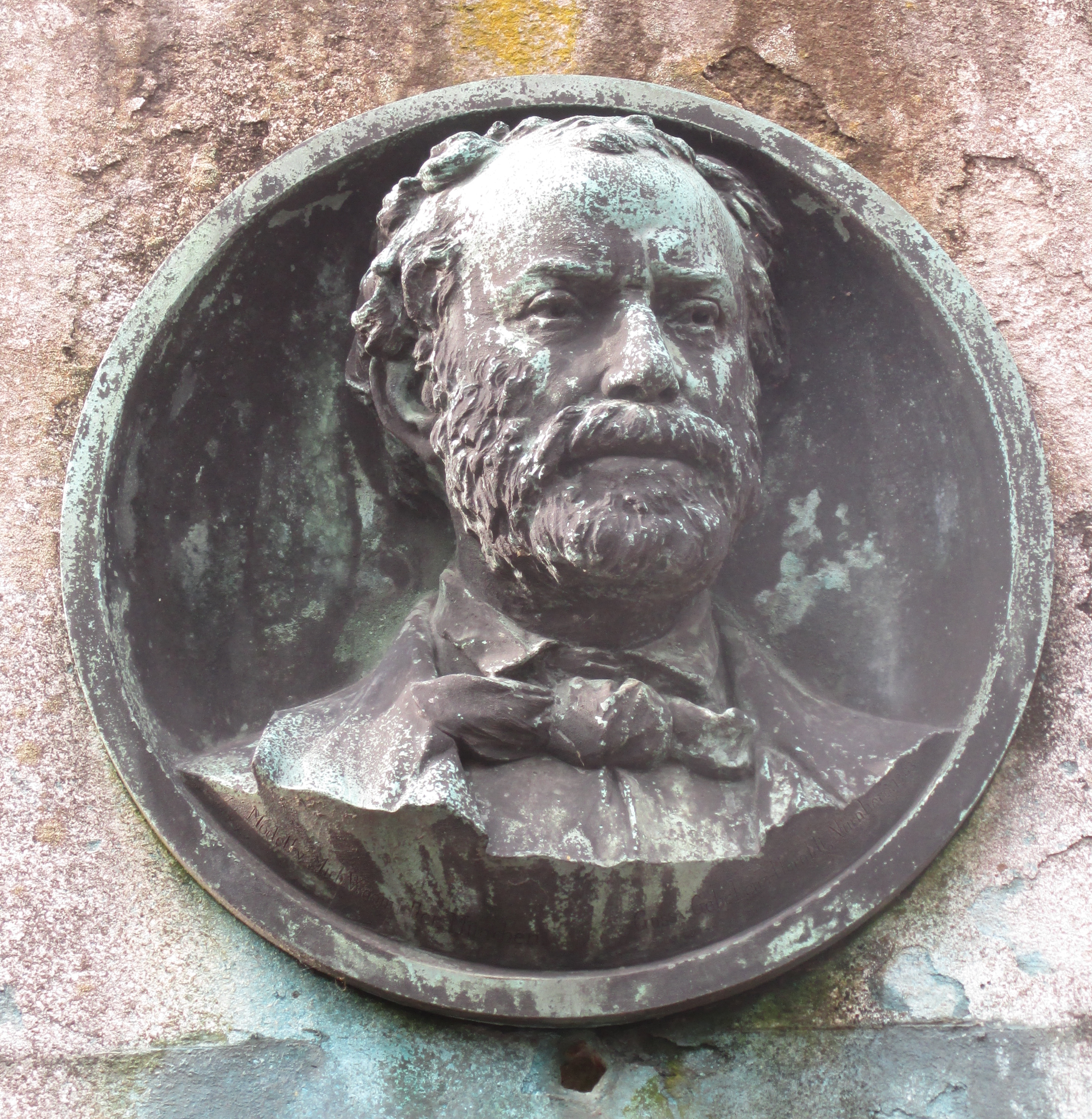
Die vom Bildhauer Michael Wagmüller modellierte Bronzebüste auf Habenschadens Grabstein

Sebastian Habenschaden lernte bei dem Porzellanmaler Adler/Adam. Danach besuchte er die Akademie der Bildenden Künste München, wo er allerdings nicht bestand, woraufhin er sich neben der Tier- und Landschaftsmalerei hauptsächlich der Erstellung von Tierplastiken zuwand. In der Modellage galt Habenschaden schon zu Lebzeiten als begabter als in der Malerei.
Zeichnungen, Gemälde und Radierungen von Habenschaden finden sich unter anderem im Philadelphia Museum of Art, dem British Museum, Ausstellungen zum Thema Landschafts- und Tiermalerei und dem Museum Georg Schäfer.
Plastiken Habenschadens werden heute noch von internationalen Auktionshäusern gehandelt. Einige Stücke finden sich auch im Porzellanmuseum München.
Nach ihm wurde die Habenschadenstraße in Pullach benannt, wo noch Jahre nach seinem Tod Münchner Künstler alljährlich sein Andenken mit einem Fest feierten. Die Grabstätte von Habenschaden befindet sich auf dem Alten Südlichen Friedhof in München (Gräberfeld 17 – Reihe 2 – Platz 22/23) Standort.